# Trans-en-Provence
Trans-en-Provence ist eine französische Gemeinde mit 6595 Einwohnern (Stand 1. Januar 2022) im Département Var in der Region Provence-Alpes-Côte d’Azur. Sie gehört zum Arrondissement Draguignan und ist Mitglied im Gemeindeverband Dracénie Provence Verdon Agglomération. Die Bewohner werden Transians und Transianes genannt.

## Geografie
Trans-en-Provence liegt in der Provence etwa vier Kilometer südöstlich von Draguignan im Nartubytal zwischen leichten, mit Weinreben bewachsenen Erhebungen.
Umgeben wird Trans-en-Provence von den drei Nachbargemeinden:
| Draguignan |                                             |          |
|            | Kompassrose, die auf Nachbargemeinden zeigt | La Motte |
|            | Les Arcs                                    |          |

## Geschichte
In der Antike durchquerte die Via Aurelia, die am linken Flussufer der Nartuby entlangführte, das heutige Trans-en-Provence. Ein Meilenstein befindet sich nahe der Kapelle Notre-Dame de Valaury.
Im Gutshof Gabre, bei Notre-Dame de Valaury und in Crouières wurden archäologisch bedeutende Scherben aus gallo-römischer Zeit gefunden.
Im Jahr 1024 erscheint der Ort unter dem Namen Trancis in den Quellen.
Im 13. Jahrhundert war er ein Lehen der Abtei Saint-Victor, später eines der Familie von Villeneuve.
Durch Ludwig XII. wurde 1505 ein Baronat unter Louis de Villeneuve errichtet.
Das Schloss wurde während der Hugenottenkriege im Jahr 1579 durch die Razats belagert, protestantische, aber auch katholische Bauern, die gemeinsam gegen die Grundherren und für die Freiheit der Religion kämpften. Das Schloss wurde niedergebrannt, der Schlossherr getötet.
Im 18. Jahrhundert gab es im Ort zwei Seidenfabrikationen.

## Bevölkerungsentwicklung
| Trans-en-Provence: Einwohnerzahlen von 1793 bis 2016                                                                       | Trans-en-Provence: Einwohnerzahlen von 1793 bis 2016 | Trans-en-Provence: Einwohnerzahlen von 1793 bis 2016 | Trans-en-Provence: Einwohnerzahlen von 1793 bis 2016 | Trans-en-Provence: Einwohnerzahlen von 1793 bis 2016 |
| --- | ---------------------------------------------------- | ---------------------------------------------------- | ---------------------------------------------------- | ---------------------------------------------------- |
| Jahr |                                                      |                                                      |                                                      | Einwohner                                            |
| 1793 | 1793                                                 |                                                      | 1.200                                                | 1.200                                                |
| 1800 | 1800                                                 |                                                      | 1.316                                                | 1.316                                                |
| 1806 | 1806                                                 |                                                      | 1.300                                                | 1.300                                                |
| 1821 | 1821                                                 |                                                      | 1.394                                                | 1.394                                                |
| 1831 | 1831                                                 |                                                      | 1.385                                                | 1.385                                                |
| 1836 | 1836                                                 |                                                      | 1.388                                                | 1.388                                                |
| 1841 | 1841                                                 |                                                      | 1.317                                                | 1.317                                                |
| 1846 | 1846                                                 |                                                      | 1.379                                                | 1.379                                                |
| 1851 | 1851                                                 |                                                      | 1.394                                                | 1.394                                                |
| 1856 | 1856                                                 |                                                      | 1.418                                                | 1.418                                                |
| 1861 | 1861                                                 |                                                      | 1.609                                                | 1.609                                                |
| 1866 | 1866                                                 |                                                      | 1.671                                                | 1.671                                                |
| 1872 | 1872                                                 |                                                      | 1.611                                                | 1.611                                                |
| 1876 | 1876                                                 |                                                      | 1.537                                                | 1.537                                                |
| 1881 | 1881                                                 |                                                      | 1.387                                                | 1.387                                                |
| 1886 | 1886                                                 |                                                      | 1.406                                                | 1.406                                                |
| 1891 | 1891                                                 |                                                      | 1.201                                                | 1.201                                                |
| 1896 | 1896                                                 |                                                      | 1.203                                                | 1.203                                                |
| 1901 | 1901                                                 |                                                      | 1.204                                                | 1.204                                                |
| 1906 | 1906                                                 |                                                      | 1.225                                                | 1.225                                                |
| 1911 | 1911                                                 |                                                      | 1.064                                                | 1.064                                                |
| 1921 | 1921                                                 |                                                      | 919                                                  | 919                                                  |
| 1926 | 1926                                                 |                                                      | 1.068                                                | 1.068                                                |
| 1931 | 1931                                                 |                                                      | 1.122                                                | 1.122                                                |
| 1936 | 1936                                                 |                                                      | 1.064                                                | 1.064                                                |
| 1946 | 1946                                                 |                                                      | 1.016                                                | 1.016                                                |
| 1954 | 1954                                                 |                                                      | 1.152                                                | 1.152                                                |
| 1962 | 1962                                                 |                                                      | 1.290                                                | 1.290                                                |
| 1968 | 1968                                                 |                                                      | 1.530                                                | 1.530                                                |
| 1975 | 1975                                                 |                                                      | 2.339                                                | 2.339                                                |
| 1982 | 1982                                                 |                                                      | 3.156                                                | 3.156                                                |
| 1990 | 1990                                                 |                                                      | 4.003                                                | 4.003                                                |
| 1999 | 1999                                                 |                                                      | 4.780                                                | 4.780                                                |
| 2006 | 2006                                                 |                                                      | 5.312                                                | 5.312                                                |
| 2011 | 2011                                                 |                                                      | 5.546                                                | 5.546                                                |
| 2016 | 2016                                                 |                                                      | 5.770                                                | 5.770                                                |
| Quelle(n): EHESS/Cassini bis 1999, INSEE ab 2006 Anmerkung(en): Ab 1962 offizielle Zahlen ohne Einwohner mit Zweitwohnsitz |                                                      |                                                      |                                                      |                                                      |

## Sehenswürdigkeiten
Der Luftbrunnen, der 1931 vom belgischen Ingenieur Achille Knapen entworfen wurde, um Luftfeuchtigkeit durch Kondensation zu sammeln. Es ähnelt einem Bienenstock und ist eine Betonmasse aus Porphyrsplitt und Zementmörtel, beschichtet mit einer mageren Zementmörtelschicht, auf der schräge Schieferplatten eingebettet sind, umgeben von einer 2,50 Meter dicken Mauerwerkshülle. Der Hohlraum mit einem Durchmesser von einem Meter in der Mitte der Struktur stellt den „Luftbrunnen“ selbst dar, der das Kondenswasser aufnimmt. Bei diesem Luftbrunnen handelt es sich um eine experimentelle Struktur, die für den Einsatz in Wüstenregionen gedacht ist. Möglicherweise hat sie nie funktioniert. Er ist seit 1983 als Monument historique eingeschrieben.
Der Brunnen an der Place de l’Eglise wurde im 18. Jahrhundert errichtet und ist seit 1926 als Monument historique eingeschrieben.
Das Rathaus wurde zwischen 1779 und 1781 errichtet. Seine Fassade im Louis-quinze-Stil ist seit 1946 als Monument historique eingeschrieben.
Die Kirche Saint-Victor datiert aus dem 15. Jahrhundert.

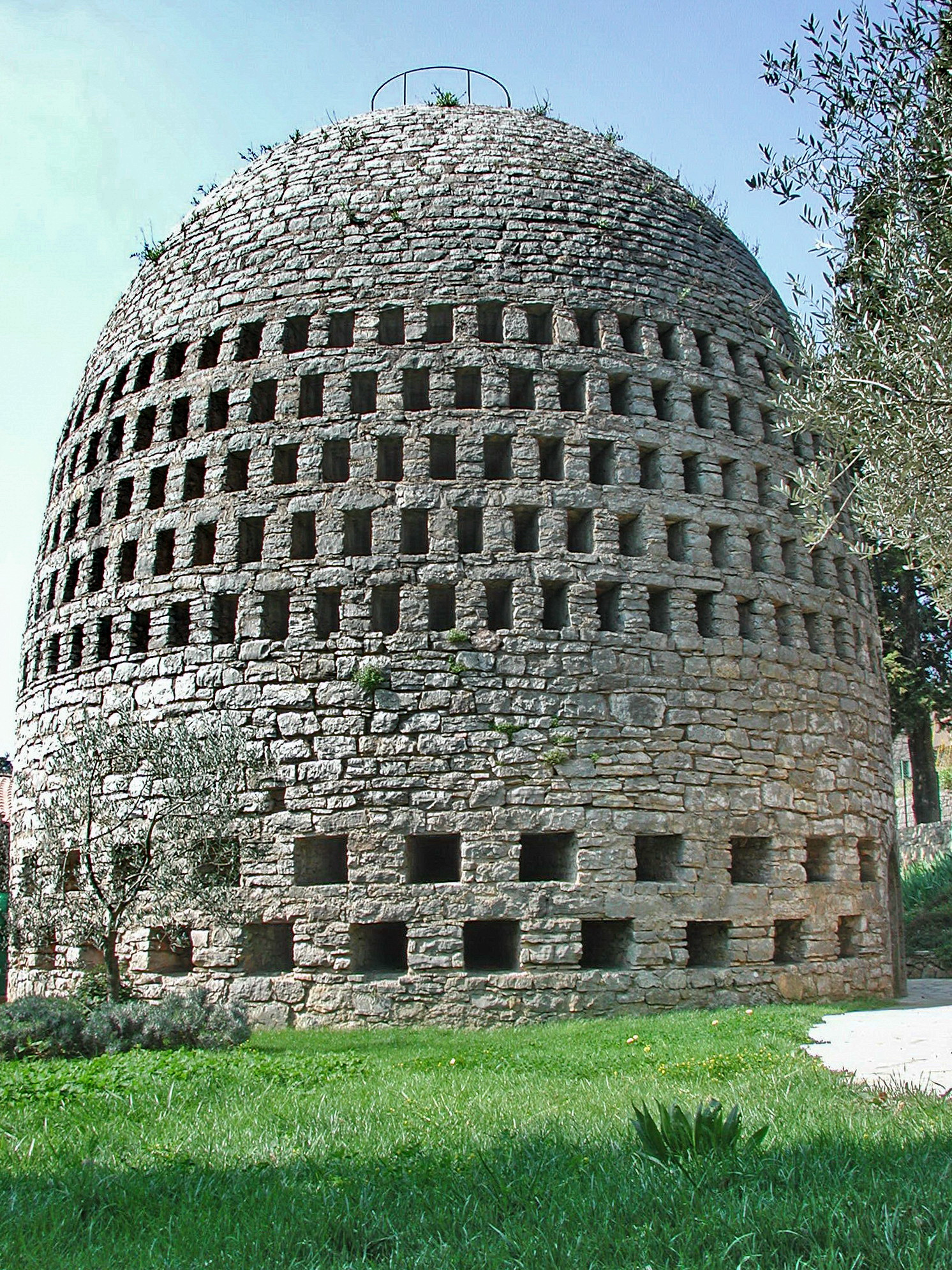
Luftbrunnen
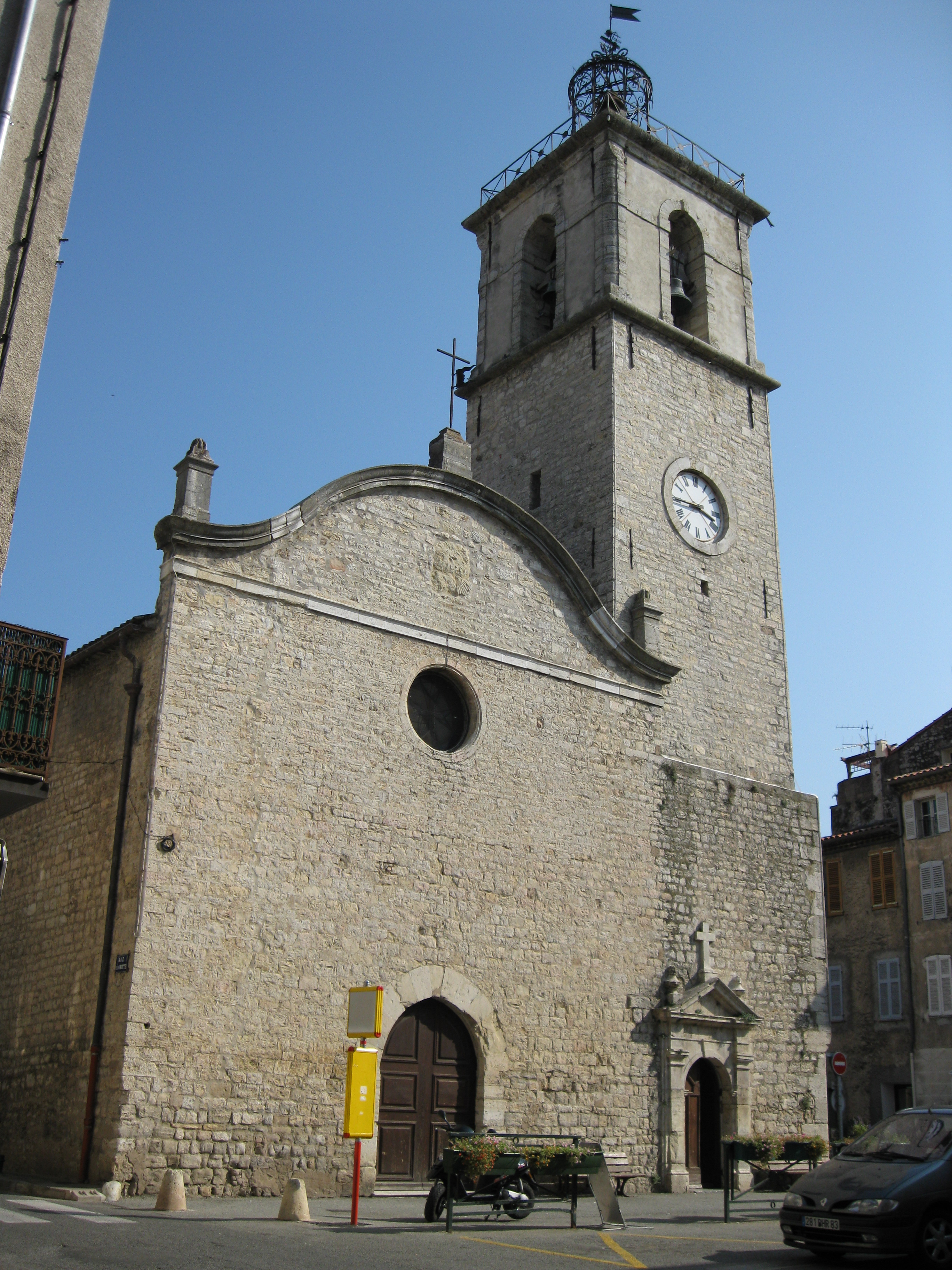
Kirche Saint-Victor